# نسيج سادة

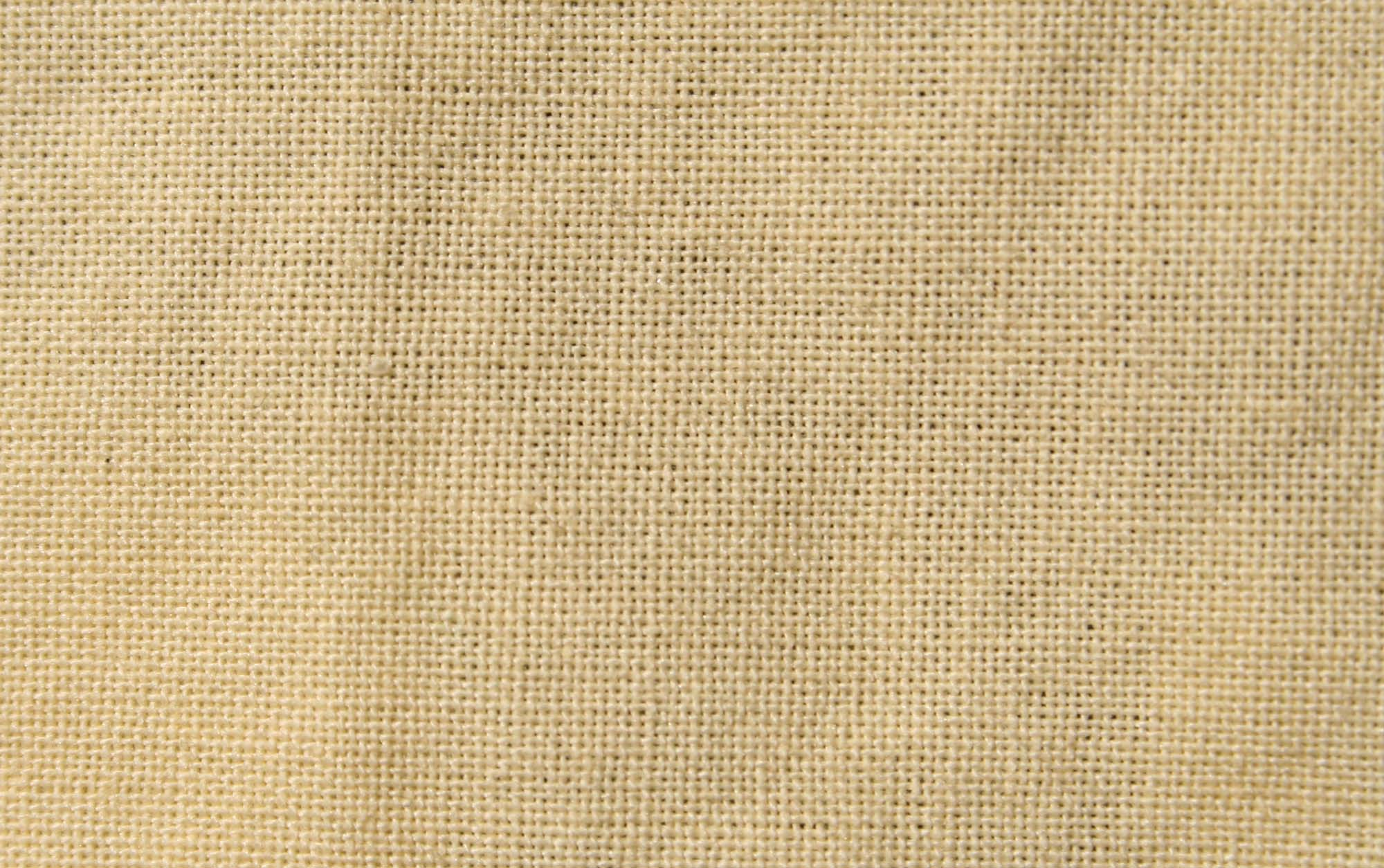
قماش ذو التركيب النسجي السادة

النسيج السادة إحدى التراكيب النسجية الثلاثة المهمة في نسج الأقمشة (التركيبان الباقيان هما نسيج أطلس ونسيج مبرد). وهو نسيج ذو تركيب بسيط تمر خيوط السدى فوق وتحت خيوط اللحمة وعلى أساس كل فتلة بحركة عكسية للمجاورة.
في النسيج السادة يتشابه منظر وجه القماش وظهره. وتتسم الأقمشة ذات التركيب النسجي السادة كما يدل اسمها الإنكليزي (plain) بسطح مسطح. وهذه الخاصية نافعة جدًا في طباعة النسيج، والزخرفة البارزة للنسيج (embossing)، وصقل النسيج (Glazing)، والزأبرة (napping)، وعمليات الإنهاء السطحي للنسيج.
وهناك أنواع أخرى من النسيج السادة تكون فيها خيوط اللحمة ذات قطر أكبر من خيوط السدى. ويمكن زيادة القيمة الجمالية للنسيج السادة بإضافة خيوط سدى أو لحمة ملونة، أو استخدام الخيوط المزخرفة أو المضخمة، أو الخيوط بنسبة زوي وحجم مختلفين، أو خيوط الشعيرات.

## الأداء
تؤثر نسبة تعاشق الخيوط الكبيرة في السنتمتر الواحد من النسيج السادة تأثيرًا كبيرًا على أدائه مقارنة بأداء النسيج الأطلس أو المبرد المنسوجة بالخيوط ذات النمرة المماثلة. ولكن الأقمشة المنسوجة وفق النسيج السادة هي أكثر تجعدًا، وتظهر التجعيدات بوضوح، وتنسّل بطريقة أسهل، وذات مقاومة تمزق أقل، وهي أقل امتصاصًا للماء

## النسيج السادة المتوازن
معظم مجموعة النسيج السادة تكون متوازنة. في هذه المجموعة تكون نمرة خيوط السدى واللحمة تقريبا متساوية. تتفاوت الأقمشة المنسوجة في الوزن بين الخفيفة جدًا والثقيلة جدًا. فقد تكون مفتوحة أو كثيفة بحسب نمرة القماش، وقد تحتوي أي نوع من الخيوط. وقد تستخدم الخيوط بمختلف أنواع الألياف، في خيوط السدى وخيوط اللحمة معطية أقمشة ممزوجة أو موحدة.
تسمى الأقمشة ذات التركيب النسجي السادة بأسماء متنوعة بحسب وزن النسيج وبنية الخيوط المستخدمة، وتأثير النسج الملون، والإنهاء. من هذه الأسماء:
- باتيست (Batiste): تعبير عام يطلق على الأقمشة المنسوجة خفيفة الوزن من القطن أو الرايون بتركيب نسجي سادة، يستخدم في الملابس والمناديل والبلوزات، وسمي بهذا الاسم نسبة إلى النساج الفرنسي جين باتيست.[2]
- باكرام (باكرام):
- كاليكو (Calico): قماش منسوج من الخيوط القطنية، بدأت صناعته في مدينة كلكتا بالهند.[2]
- كامبريك (Cambric):
- قماش قنب (Canavas):
- شالي (Challis):
- شمبراي (Chambray): قماش نسيج سادة يمتاز بالبياض المطفأ من خيط أبيض في السدى وملون في اللحمة يستخدم في البلوزات والقمصان والبطانة.[2]
- قماش الجبنة (Cheesecloth):
- كراش (Crash):
- كريب الصين (كريب (نسيج)): الأقمشة الخفيفة التي تتميز بوجود أشكال خاصة على سطحها كالبروزات والتعرجات وخلافه وأساس تركيبها هو استخدام خيوط ذات برم عال جدا.[2]
- كريتون (Cretonne):
- كرينولين (كرينولين):
- قماش دك (Cotton duck): نوع من أنواع الأقمشة المتوسطة والثقيلة الوزن ذات تركيب نسجي سادة من خيوط قطنية مزوية يستخدم في ملابس الجيش والخيام والقلوع.. إلخ.[2]
- قماش فلانل (Flannel): يطلق على نسيج الصوف الناعم متوسط أو خفيف الوزن ذو تركيب نسجي سادة أو مبرد ذو وبرة ضعيفة، أو على الأقمشة القطنية السادة والمبرد ذات الوبرة الخفيفة عديمة الانكماش.[2]
- شبيكة (شاش): قماش ذو تركيب نسجي سادة مفتوح يشبه الشاش يستخدم في الأربطة الطبية أو الستائر.[2]
- جورجيت (Georgette): قماش خفيف جدًا شفاف من الخيوط الحريرية.[2]
- غنغهام (Gingham): قماش من النسيج السادة أو الخيوط المصبوغة من لونين أو أكثر وذو رسم مربعات.[2]
- لاون (Lawn):
- موسلين : نوع من القماش الخفيف الشفاف يستخدم في المفارش والستائر والمناديل والملابس.[2]
- أورغاندي (Organdy): قماش حرير طبيعي رقيق شفاف.[2]
- بركال (بركال): قماش قطني ذو تركيب نسجي سادة، مبيض أو مطبوع يستخدم في الملابس.[2]
- بليسه (Plissé):
- سير سكر (Percale):
- شيت (ملاءة): ملايات السرير: قماش منسوج من الخيوط القطنية أو المخلوطة ذو تركيب نسجي سادة متوسط الوزن يستخدم في ملايات الأسرة.[2]
- فوال (قماش فوال): نسيج قطني رقيق شفاف خيوطه ذات برم عال.[2]

## النسيج السادة غير المتوازن
تتسم الأقمشة ذات التركيب النسيجي السادة غير المتوازن، وتسمى أيضا بالقماش المضلع، بوجود عروق (ribs) على عرضه تظهر بارزة على وجه القماش وظهره على نحو متكافئ. هذا التكافؤ هو بسبب استخدام خيطين على الأقل من السدى مع خيط اللحمة في تشابك الخيوط لتشكيل النسيج السادة، وينتج سطحًا من السدى على وجه القماش وظهره، فإذا كانت خيوط السدى واللحمة مختلفة الألوان فإن القماش يتلون بلون خيوط السدى.
يوجد نوعان من القماش المضلع، منتظم، وبارز. في القماش المضلع المنتظم، يكون لخيوط السدى واللحمة نفس القياس تقريبا، وتكون صغيرة عادة فتكون العروق العرضية التي تشكلها غير واضحة. والقماش المضلع البارز تكون فيه خيوط اللحمة أكبر قياسًا من خيوط السدى. كلما كان الفرق في القياس بين خيوط اللحمة وخيوط السدى، كانت العروق أوضح وأكبر.
إن بروز العروق العرضية يؤثر على قدرة القماش غير المتوازن على مقاومة الحك. وكلما كان العرق أكبر، كانت مقاومة القماش للحك أقل لأن الخيوط البارزة للعروق ستتحمل العبء الأكبر في امتصاص قوة الحك. وينزع إلى استخدام خيوط السدى الصغيرة القياس في أغلب الأقمشة المضلعة.
الانزلاق (Slippage) هي مشكلة في الأقمشة ذات التركيب النسجي السادة غير المتوازن المكون من خيوط الشعيرات، وخصوصًا في الأقمشة ذات النمرة المنخفضة. في الملابس، يحدث انزلاق الخيوط في الأقمشة عندما يكون الشد والحك أعظميًا مثلاً عند أماكن الدرزة والعراوي. النسيج السادة غير المتوازن ذو العروق الناعمة يكون أنعم وأكثر انسدالية من النسيج السادة المتوازن، في حين يكون النسيج غير المتوازن ذو العروق الخشنة أقل انسدالية وأخشن. ومن الأسماء الخاصة للأقمشة ذات النسيج السادة غير المتوازن، مرتبة وفق تزايد بروز العروق العرضية:
- قماش خفيف (Broadcolth): قماش من النسيج السادة أو المبرد من الخيوط القطنية أو الصوفية أو الاصطناعية خفيفة الوزن.[2]
- قماش بوبلين (بوبلين): قماش سادة للقمصان ذو أقلام عريضة رفيعة ناتجة عن استخدام خيط من السدى أرفع من خيط اللحمة وعدد خيوط السدى ضعف أو أكثر من عدد خيوط اللحمة في وحدة الطول.[2]
- قماش تافتاه (Taffeta): نسيج حريري رقيق صقيل.[2]
- قماش فاي (Faille): قماش ذو ملمس ناعم منسوج من الحرير الطبيعي أو الصناعي ومضلع في الاتجاه العرضي.[2]
- قماش ريب (Repp):
- قماش غروغران (Grosgrain): قماش مضلع ثقيل الوزن، خيوط السدى من الحرير الطبيعي واللحمة من القطن يستخدم في الشرائط وأقمشة التشريفة والملابس الكهنوتية.[2]
- قماش بنغالين (قماش بنغالين): نوع من أنواع الأقمشة ذات النسيج المضلع، من الخيط المفرد في السدى والخيط المزوي في اللحمة، السدى من القطن أو الرايون أو الأسيتات أو الصوف أو خليط.[2]
- قماش عثماني (ottman): نوع من أنواع النسيج المقلم، خيوط السدى من الحرير وخيوط اللحمة من الصوف وله مظهر قماش التريكو الدربي.[2]